# 杨勰
杨勰（536年—577年6月19日），字文邕，恒农郡华阴县（今陕西省华阴市）人，出自弘农杨氏越公房，北周官员。

## 生平
杨勰以内史舍人为起家官，转任纳言上士，改任宣纳上士，又升任小匠师大夫。建德元年十月辛未（572年10月24日），杨勰和齐驭下大夫唐则出使南陈，返回后改任膳部大夫。杨勰又加使持节、车骑大将军、仪同三司，作为大使出使南陈。返回后，杨勰升任使持节、骠骑大将军、开府仪同三司，封广平县开国公。建德六年五月十八日（577年6月19日），杨勰在京城去世，虚岁四十二，隋朝开皇十一年岁次辛亥十一月廿四日（591年12月15日）归葬于华阴县东原。

## 家庭

### 祖父
- 杨钧，北魏司空、文恭公[5]

### 父亲
- 杨俭，西魏雍华二州刺史、开府、庄公[5]

### 兄弟姐妹
- 杨休，隋朝大将军、泸州刺史、平武县开国公
- 杨□，北周使持节、车骑大将军、开府仪同三司、淅州刺史、夏阳县开国侯
- 杨文昇
- 杨文义，西魏辅国将军、中散大夫、都督
- 杨文殊，隋朝上开府仪同三司、总管吴泉括婺四州诸军事、吴州刺史、昌乐县开国公
- 杨文举
- 杨文朗，隋朝仪同三司、滁州刺史、义兴县开国公
- 杨文雅
- 杨文若
- 杨文伟，隋朝骠骑将军、开府仪同三司、温安二州刺史、永平公
- 杨文端，北周大都督、卫王府记室参军
- 杨氏，嫁开府仪同、金城郡开国公纥豆陵善世子仪同纥豆陵荣定

### 夫人
- 河南宇文氏，北周使持节、车骑大将军、仪同三司、散骑常侍、大宗伯、桑乾悼伯宇文瑞第三女，原嫁开府仪同三司侯莫陈运第二子侯莫陈什伐，后改嫁杨勰，封武乡郡君[6]